# Upper One
Ten artykuł dotyczy przyszłego wydarzenia. Informacje w nim zawarte mogą się zmienić wraz z pojawieniem się nowych faktów, a początkowe doniesienia mogą być niepewne. Ostatnie aktualizacje tego artykułu mogą nie odzwierciedlać najbardziej aktualnych informacji.
Upper One – budowany w Warszawie kompleks składający się z wieżowca o wysokości 131,5 m i 34 kondygnacjach, a także hotelu o 17 kondygnacjach. Kompleks znajduje się na zbiegu alei Jana Pawła II i Grzybowskiej. 

## Opis
131,5 metrowy wieżowiec będzie miał asymetryczną fasadę, a pięć przeszklonych wind wieżowca ma przypominać „pulsujący” ruch. Całkowita powierzchnia biurowa wieżowca ma wynieść ponad 35 tys. m². Powierzchnia hotelowa ma natomiast wynieść 11 tys. m².
Za projekt Upper One odpowiada Medusa Group, a wykonawcą generalnym jest spółka Strabag.

## Historia
Upper One znajduje się na miejscu dawnego budynku Atrium International z lat 90. Rozbiórka Atrium trwała siedem miesięcy i udało się odzyskać i zrecyklingować z niej 388 ton żelaza i stali, 25 ton kabli, 20 ton drewna, a także 70 ton materiałów izolacyjnych, których 30% zostało przetworzonych.
Budowa wieżowca rozpoczęła się 21 września 2023 roku od budowy pięciu kondygnacji podziemnych.